# 截尾長小蠹
截尾長小蠹（学名：Platypus curtus）为長小蠹蟲科長小蠹屬下的一个种。